# Duurswoude
Duurswoude (Fries: Duerswâld) is een voormalig dorp in de gemeente Opsterland, in de provincie Friesland. In 1974 werd Duurswoude samengevoegd met het iets westelijker gelegen dorp Wijnjeterp. Het tweelingdorp is sindsdien bekend met de porte-manteaunaam Wijnjewoude.
Het dorp Duurswoude was een wegdorp dat in 1250 al een kerk had, op die plek werd in de 15e eeuw een nieuwe kerk gebouwd. In 1505 werd Duurswold als Bakkeffeen alias Dyoertswolt vermeld, in 1543 als Duyrswold, in 1573 als Duersswolde en 1664 als Duyrswolde.
De plaatsnaam zou verwijzen of naar de eigenaar moerasbos zelf, ene Djoerd of Dieuwerd of de woonplek van deze bij of in dit bos. Of het om hetzelfde bos en persoon gaat als bij de buurtschappen Hoogeduurswoude en Laagduurswoude die tezamen ook bekend staan als Duurswolde dat dezelfde betekenis in zich zou dragen, en ten zuiden is gelegen van Duurswoude, is onduidelijk.

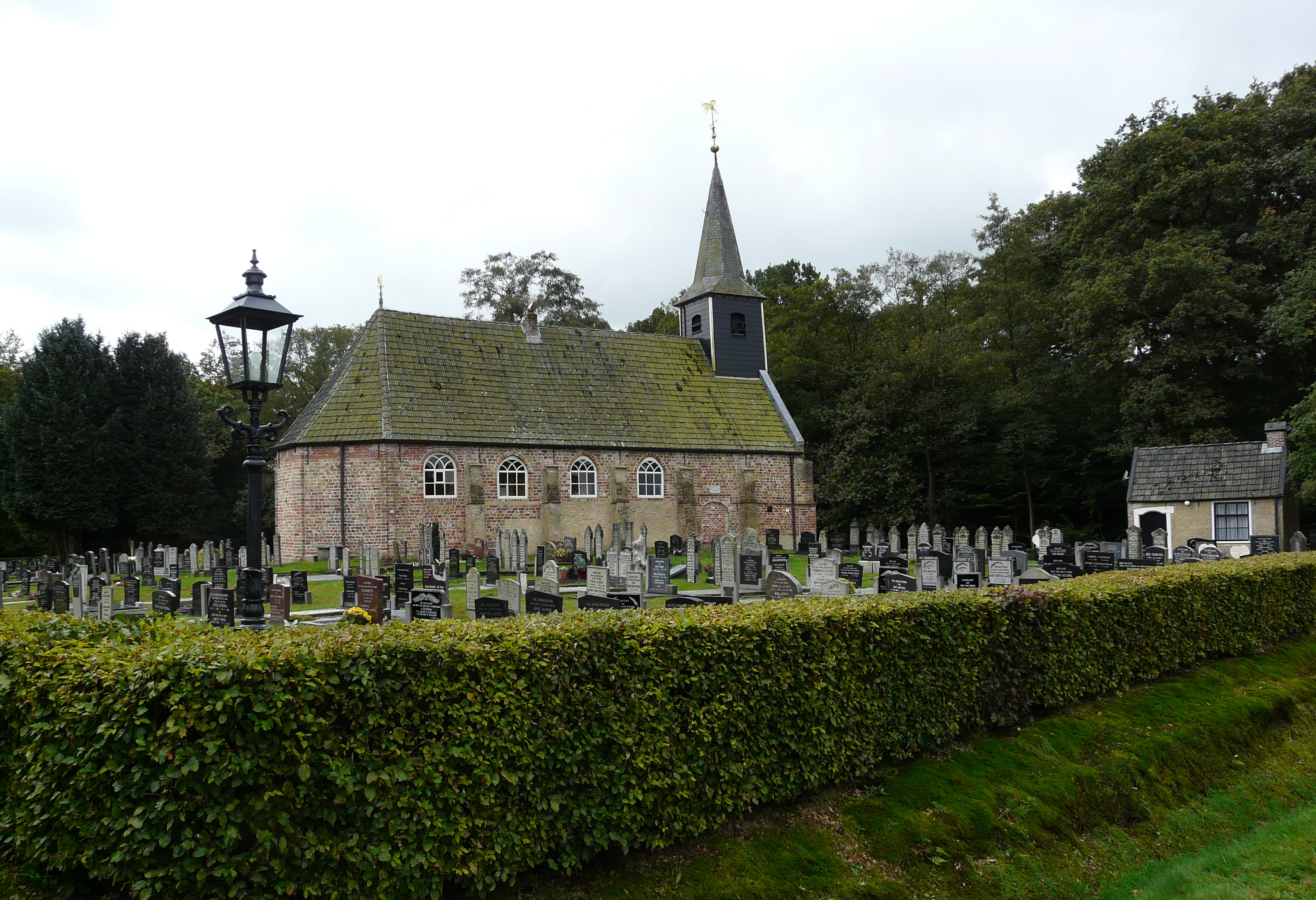
Kerk van Duurswoude

In het westelijke verlengde van Duurswoude lag Wijnjeterp, ook een wegdorp. Op de grens van de twee dorpen ontstond er later de buurtschap Molenbuurt. Deze groeide in de 19e eeuw aan beide kanten van de dorpen. Mede ingezet door ruilverkavelingen na halfweg de 20e eeuw groeide de Molenbuurt uit tot de groeikern. In plaats van deze als een nieuw dorp te duiden of de dorpsgrenzen te veranderen besloot men in 1973, na veel discussie dat de twee dorpen samen te voegen. Per 1 januari 1974 werd dit officieel en zo hield het dorp Duurswoude op te bestaan.
Dorpen: Bakkeveen · Beetsterzwaag · Drachten-Azeven · Frieschepalen · Gorredijk · Hemrik · Jonkersland · Langezwaag · Lippenhuizen · Luxwoude · Nij Beets · Olterterp · Siegerswoude · Terwispel · Tijnje · Ureterp · Waskemeer (klein deel) · Wijnjewoude

Buurtschappen: Allardsoog (deels) · Haneburen · Hanebuurt · Heidehuizen · Hemrikerverlaat · Klein Groningen · Kooibos · Kortezwaag · Moskou (deels) · Nieuwe Vaart · Oosterend · Oud Beets · Petersburg (deels) · Rolbrug · Selmien · Sparjebird · Uilesprong · Ureterp aan de Vaart · Voorwerk · Vosseburen · Welgelegen (deels) · Wijngaarden · Wijnjeterpverlaat

Friesland: Steden en dorpen      Nederland: Provincies · Gemeenten